# Borowe (gmina Mogielnica)
Borowe – wieś w Polsce położona w województwie mazowieckim, w powiecie grójeckim, w gminie Mogielnica. Leży nad Mogielanką.
Wieś duchowna położona była w drugiej połowie XVI wieku w powiecie grójeckim ziemi czerskiej województwa mazowieckiego.
Do 1954 roku istniała gmina Borowe. W latach 1954–1961 wieś należała i była siedzibą władz gromady Borowe, po jej zniesieniu w gromadzie Świdno. W latach 1975–1998 miejscowość należała administracyjnie do województwa radomskiego.